# Малоєрчиківська сільська рада
| Малоєрчиківська сільська рада — колишній орган місцевого самоврядування у Сквирському районі Київської області з адміністративним центром у с. Малі Єрчики. Сільській раді підпорядковані населені пункти: - с. Малі Єрчики |

## Склад ради
Рада складалася з 12 депутатів та голови.

### Керівний склад ради
| ПІБ                      | Основні відомості                                                         | Дата обрання | Дата звільнення |
| ------------------------ | ------------------------------------------------------------------------- | ------------ | --------------- |
| Бас Володимир Васильович | Сільський голова, 1957 року народження, освіта                            | 26.03.2006   | 31.10.2010      |
| Бас Катерина Василівна   | Сільський голова, 1957 року народження, освіта вища, член Партії регіонів | 31.10.2010   |                 |

Примітка: таблиця складена за даними джерела